# Jaroslav Hrbáček
Jaroslav Hrbáček (12. května 1921, Brno — 16. července 2010, Praha) byl český hydrobiolog, zooekolog a pedagog Přírodovědecké fakulty Univerzity Karlovy.

## Život
Počátek jeho kariéry je svázán s Univerzitou Karlovou, kde v roce 1949 ukončil studia. Poté do roku 1958 vedl zoologické oddělení na Přírodovědecké fakultě UK. V roce 1958 byl jmenován vedoucím Hydrobiologického oddělení Biologického ústavu ČSAV (dnes Hydrobiologický ústav, součást Biologického centra AV ČR). Od 80. let 20. století pracoval v Botanickém ústavu ČSAV v Třeboni.

## Dílo
Většina jeho výzkumů byla prováděna na slapské přehradě a se týkala zooplanktonu a jeho postavení v potravní síti (zejména ve vztahu k planktonožravým rybám). V 60. letech 20. století vznikly jeho celosvětově citované publikace o klíčovém vlivu rybí predace na fungování ekosystémů stojatých vod.

## Posmrtné připomínky
- Na jeho počest byla pojmenována přírodní rezervace soustavy Natura 2000 Hrbáčkovy tůně, která se nalézá ve Středočeském kraji v katastru obcí Čelákovice, Lysá nad Labem a Přerov nad Labem. Jaroslav Hrbáček zde po 2. světové válce prováděl rozsáhlé průzkumy (dodnes tu je terénní pracoviště Přírodovědecké fakulty Univerzity Karlovy).
- Rovněž jeho jméno nese nový druh hrotnatky Daphnia hrbaceki, kterou popsal Petr Jan Juračka, Vladimír Kořínek a Adam Petrusek v roce 2010[2][3].